# Ribeira das Naus

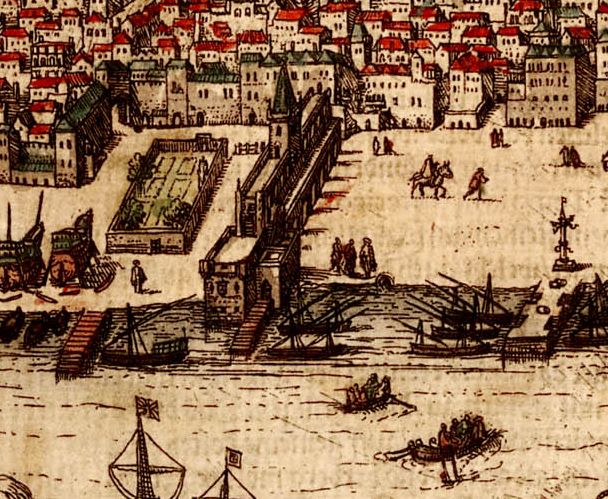
Ribeira das Naus a l'esquerra del Paço da Ribeira (1598)

Ribeira das Naus és la construcció nàutica propera al Paço da Ribeira (del portuguès Palau de la Ribera) construït pel rei portuguès Manuel I. És a Lisboa, la capital portuguesa, i va haver de ser reconstruït després del terratrèmol de Lisboa de 1755. La importància de la construcció és per l'època: en plenes descobertes. Portugal gaudia d'una capital al centre del món, en el sentit que l'imperi portuguès s'estenia pels continents americà, africà i asiàtic. La construcció és una mostra d'una ciutat en plena mutació per les descobertes i el renaixement. És la mostra del poder colonial portuguès en el seu punt àlgid.